# 680
680 је била преступна година.

## Догађаји
- 7. новембар — Почео Шести васељенски сабор, по трећи пут у Цариграду (завршен 16. септембра 681). На сабору су решаване теолошка питања моноенергизма и монотелитизма.

- Византијско-бугарски рат: Бугари под Аспарухом потчињавају земљу данашње Бугарске, северно од Балканских планина. Цар Константин IV води комбиновану копнену и поморску операцију против освајача и опседа њихов утврђени логор у Добруџи.
- Битка код Онгала: Византијска војска (25.000 људи) под Константином IV је поражена од Бугара и њихових словенских савезника у делти Дунава. Бугарска коњица тера Византинце у потеру, док Константин (који пати од болова у ногама) путује у Несебар да тражи излечење.
- Краљ Вамба је свргнут после 8-годишње владавине и приморан да се повуче у манастир. Наследио га је Ервиг који постаје владар Визиготског краљевства.
- Краљ Перктарит поставља свог сина Куниперта за сувладара Ломбардског краљевства. Потписује формални мировни уговор са Константином IV.
- Пипин од Херстала постаје градоначелник палате Аустразије.
- Емпориум (пијачни град) Дорестад је основан близу ушћа Рајне, и убрзо постаје главно трговачко насеље у региону Северног мора.
- Језид I, син Муавије I, постаје шести калиф (други омејадски калиф), али се Куфани у Месопотамији побуне и позивају Хусеина ибн Алија (унука Мухамеда) да преузме престо.
- 10. октобар – Битка код Карбеле: Снаге под Језидом I убијају Хусеина ибн Алија и његове најближе присталице. Овај догађај доводи до грађанског рата познатог као Друга Фитна.
- У Јапану, принцеза Уно Сарара није добро, а цар Тенму почиње подизање храма Јакуши-џи (префектура Нара). Он наводи 100 људи да уђу у веру као свештеници, желећи јој да оздрави.
- 17. септембар – Теодор из Тарса, архиепископ кентерберијски, сазива сабор у Хетфилду који ослобађа енглеску цркву од сваке повезаности са јереси монотелитизма.
- Вилфрид се враћа у Нортамбрију, уз подршку папе, али га краљ Егфрит затвара и поново протерује. Он путује у Краљевину Сасекс и почиње да евангелизује народ.
- Краљ Меревал од Магонсете оснива манастир Венлок Приорат у Шропширу у Енглеској, постављајући своју ћерку Милбургу за бенедиктинску игуманију.
- Бонифатије Мисионар почиње своје образовање у енглеском келтском хришћанском манастиру, вероватно у Ексетеру близу његовог родног места и једном од многих манастира које су изградили локални земљопоседници и хришћани.
- Књига о Дароу настаје, вероватно у Нортамбрији или на острву Јона на шкотским Унутрашњим Хебридима.

### Децембар
- Википедија:Непознат датум — Битка код Онгала